# Episodi di Raven (seconda stagione)
La seconda stagione della sit-com Raven (That's so Raven) è stata trasmessa in prima visione negli Stati Uniti d'America dal 3 ottobre 2003 al 24 settembre 2004 sul canale Disney Channel. In Italia è andata in onda in prima visione da gennaio a dicembre 2005 sempre su Disney Channel.
Gli episodi sono stati trasmessi senza seguire necessariamente l'ordine cronologico interno (cioè il numero di produzione).
| nº | Titolo originale                  | Titolo italiano                         | Prima TV USA      | Prima TV Italia |
| -- | --------------------------------- | --------------------------------------- | ----------------- | --------------- |
| 1  | Out of Control                    | Il ristorante di papà                   | 3 ottobre 2003    |                 |
| 2  | Don't Have a Cow                  | Mucche per una notte                    | 17 ottobre 2003   |                 |
| 3  | Run, Raven, Run                   | Corri, Raven, corri!                    | 14 novembre 2003  |                 |
| 4  | Clothes Mind                      | Le divise della discordia               | 1º gennaio 2004   |                 |
| 5  | Four's a Crowd                    | Ah, questi fratelli...                  | 30 gennaio 2004   |                 |
| 6  | Hearts and Minds                  | Tattiche del cuore                      | 6 febbraio 2004   |                 |
| 7  | Close Encounters of the Nerd Kind | Astro Force 5                           | 19 marzo 2004     |                 |
| 8  | That's So Not Raven               | Io sono fatta così                      | 9 aprile 2004     |                 |
| 9  | Blue in the Face                  | Blu in faccia                           | 16 aprile 2004    |                 |
| 10 | Spa Day Afternoon                 | I giardini del silenzio                 | 21 maggio 2004    |                 |
| 11 | Leave It to Diva                  | La compagnia del Guanto Bianco          | 28 maggio 2004    |                 |
| 12 | There Goes The Brid               | Oggi sposi                              | 11 giugno 2004    |                 |
| 13 | Radio Heads                       | Un programma per due                    | 25 giugno 2004    |                 |
| 14 | A Gots Tale                       | La capra                                | 2 luglio 2004     |                 |
| 15 | He's Got the Power                | Eddie il sensitivo                      | 9 luglio 2004     |                 |
| 16 | Skunk'd                           | Impuzzolite                             | 16 luglio 2004    |                 |
| 17 | The Dating Shame                  | Lo stracciacuori                        | 23 luglio 2004    |                 |
| 18 | The Road to Audition              | Una stella da scoprire                  | 30 luglio 2004    |                 |
| 19 | The Lying Game                    | Che cosa farò da grande?                | 6 agosto 2004     |                 |
| 20 | Numb and Numb-er                  | Cory dal dentista                       | 10 settembre 2004 |                 |
| 21 | My Big Fat Pizza Party            | La mia grossa grassa festa all'italiana | 17 settembre 2004 |                 |
| 22 | Shake, Rattle and Rae             | Pigiama party                           | 24 settembre 2004 |                 |

## Il ristorante di papà
- Titolo originale: Out of Control
- Diretto da: Gerren Keith
- Scritto da: Sarah Jane Cunningham e Suzie V. Freeman

Tutto è quasi pronto per l'inaugurazione del Chill Grill, il ristorante di Victor. Raven (che crede che possa diventare un luogo di ritrovo per gli studenti della scuola e dà istruzioni alla sua famiglia su come rendere il posto più cool) non riesce a organizzarsi con Eddie e Chelsea per ultimare alcuni preparativi perché loro le dicono che hanno altri impegni. Quando ha una visione in cui sembra che loro due stiano per baciarsi, Raven teme che si siano fidanzati e che la loro amicizia possa finire, e alle sue domande riceve solo risposte evasive. Per verificare i suoi dubbi decide dunque di travestirsi da idraulico e di andare a casa di Chelsea, dato che l'amica si era data appuntamento lì con Eddie nel pomeriggio e che c'è effettivamente bisogno di una riparazione. In realtà, Eddie e Chelsea stanno solamente provando un ballo di coppia per un'esibizione all'inaugurazione del locale, come propostogli da Victor, ma Raven, che intanto ha fatto un buco nel muro del bagno, interpreta erroneamente ciò che vede. Tuttavia (dopo che Cory si esibisce come ventriloquo prendendo in giro i suoi genitori), al termine del numero di salsa gli amici si scusano con Raven per aver tenuto segreto il motivo dei loro incontri, ma che lo hanno fatto perché lei voleva gestire ogni dettaglio a modo suo, e a sua volta lei si scusa per aver avuto un atteggiamento autoritario.
- Guest star: Sean Patrick McNamara (idraulico)
- Special guest star: Lil' J (Devon Carter), Stuart Pankin (signor Grozowtski)

## Mucche per una notte
- Titolo originale: Don't Have a Cow
- Diretto da: Richard Correll
- Scritto da: Michael Carrington

Raven e Chelsea sono le uniche due studentesse della loro classe a non essere state invitate alla festa di Halloween di Alana (che per dispetto si terrà al Chill Grill) a causa dei dissidi tra lei e Raven. Mentre è al ristorante con Raven, Chelsea, che è una fervente vegetariana, addenta un hambuger di carne e va nel panico dopo aver realizzato che Victor ha accidentalmente scambiato i loro ordini; questo la fa sentire in colpa e inizia a indossare una spilla con una mucca disegnata. Le due amiche trascorrono la serata nella soffitta di Raven, dove si imbattono in un libro di magie di Vivian, la nonna materna di Raven, e realizzano una pozione per far avverare i loro desideri — essere invitate alla festa di Alana, avere i migliori costumi ed essere le ragazze più popolari — ma non si accorgono che la spilla di Chelsea cade nel calderone. Inizia perciò la loro lenta metamorfosi in mucche, ma non sono in grado di realizzare un antidoto perché Eddie (travestito da stregone) prende il libro di incantesimi e si reca alla festa. Quando finalmente lo trovano, Chelsea mangia la pagina del libro di cui avevano bisogno per invertire l'incantesimo proprio mentre gli amici di Alana interrompono la festa per annunciare i vincitori del concorso per il miglior costume; Alana è indignata nell'apprendere di essersi piazzata seconda dietro a Raven e Chelsea, ormai completamente trasformate in mucche frisone. Quando le due calcolano che potrebbero essere munte, viene rivelato che l'intera notte è stata tutta una visione che Raven ha avuto poco prima che Chelsea mangiasse l'hamburger, permettendole di impedire all'amica di mangiare carne ed evitando che la visione si realizzi.
Intanto Victor (travestito da scienziato pazzo) è dispiaciuto che Cory (travestito da bodybuilder) abbia preferito fare dolcetto e scherzetto con l'amico William (travestito da telecomando), ma Tonya (travestita da Igor) gli propone di adarci insieme a lei. Cory e William tornano a casa a mani vuote perché il travestimento del secondo ha causato il malfunzionamento dei prodotti elettrici e molteplici allarmi nel quartiere, così i coniugi Baxter gli permettono di prendere alcuni dei loro dolciumi. Cory dice al padre che gli manca fare dolcetto o scherzetto con lui, spingendo Victor a uscire nuovamente per aiutare i due bambini a prendere altre caramelle. Rimasti soli, Victor e Tonya iniziano a mangiare i dolci accumulati.
- Guest star: Frankie Ryan Manriquez (William), Ashley Drane (Muffy), Andrea Edwards (Loca)
- Special guest star: Adrienne Bailon (Alana)

## Corri, Raven, corri!
- Titolo originale: Run, Raven, Run
- Diretto da: Richard Correll
- Scritto da: Marc Warren

Raven e Alana, rivali sin da bambine (da quando, per una recita scolastica, una maestra diede a Raven la parte della fatina dei denti e ad Alana quella della carie), si contendono le attenzioni dell'affascinante Devon Carter. Raven ha una visione in cui Alana rischia di essere investita da un carrello nel corridoio della scuola, ma nello spingerla di lato la fa cadere accidentalmente su della vernice blu. Alana va dal parrucchiere per rimuovere la vernice, e Raven la segue fingendo di essere una parrucchiera sperando che la perdoni, ma quando la sente dire che gliela farà pagare le cade di bocca la gomma da masticare, che si attacca sui capelli di Alana; nonostante l'arrivo di Muffy e Loca, seguaci fidate di Alana, Raven riesce ad andarsene indisturbata. Temendo di dover affrontare Alana a scuola il giorno successivo, Raven chiede a Cory e al suo geniale amico William (che hanno attaccato a Victor la varicella) di aiutarla ad evitare di incrociare Alana a scuola, con un dispositivo tecnologico. Chelsea si scontra accidentalmente con Alana attaccandosi addosso il suo sensore (che Eddie aveva provveduto a metterle sulla giacchetta), cosa di cui Raven si accorge una volta che finiscono entrambe in uno sgabuzzino. Raven affronta dunque Alana, che sembra disposta a comportarsi meglio, ma quando sbadatamente Chelsea menziona il fatto che è stata Raven ad attaccarle la gomma da masticare sui capelli, Alana (che togliendosi la bandana mostra di avere ancora la gomma sulla testa), Muffy e Loca tornano a inseguirle.
- Guest star: Frankie Ryan Manriquez (William), Ashley Drane (Muffy), Andrea Edwards (Loca)
- Special guest star: Lil' J (Devon Carter), Adrienne Bailon (Alana)
- Note: anche se Devon e Alana vengono presentati formalmente in questo episodio, appaiono per la prima volta rispettivamente in Il ristorante di papà e Mucche per una notte, a causa del fatto che gli episodi sono stati trasmessi in un ordine di produzione misto.

## Le divise della discordia
- Titolo originale: Clothes Mind
- Diretto da: Sean McNamara
- Scritto da: Edward C. Evans

Il preside Lawler è stanco dei modi di vestire degli studenti ed introduce l'obbligo della uniforme scolastica. Raven decide di protestare, ma nessuno la segue e finisce in punizione. Qui trova Alana e le sue amiche, che decidono di vendicarsi piazzando una grossa balla di formaggio nel condotto di aerazione cosicché il riscaldamento lo farà sciogliere e la puzza si diffonderà per tutta la scuola, facendo ricadere la colpa su Eddie e Chelsea mettendo nei loro armadietti l'involto cartaceo del formaggio. Raven ha una visione di ciò e, pentita (anche perché aveva dato involontariamente questa idea alle tre), tenta poi d'introdursi nel condotto di aerazione per togliere il formaggio (nel frattempo scivolato più avanti), ma rimane incastrata e non le rimane altro che mangiarlo. Un attimo dopo aver finito di mangiare il formaggio, la lastra sotto di lei cede e Raven cade sul corridoio di fronte al preside, col quale si scusa e si assume tutta la colpa; per solidarietà, Eddie e Chelsea decidono di andare in punizione con lei. Comunque, il preside toglie l'obbligo dell'uniforme.
Nel frattempo Lionel, il topolino di Cory, riceve per posta una carta di credito che Cory e William usano per comprare oggetti per loro e per l'animale, finché Victor non dice loro che qualcuno alla fine dovrà pagarli realmente, perciò ordina loro di restituirli (non prima però di aver usato il carretto dei gelati).
- Guest star: Frankie Ryan Manriquez (William), Wesley Mann (preside Lawler), Ashley Drane (Muffy), Andrea Edwards (Loca), Niner Parikh (fattorino)
- Special guest star: Adrienne Bailon (Alana)

## Ah, questi fratelli...
- Titolo originale: Four's a Crowd
- Diretto da: Richard Correll
- Scritto da: Michael Feldman

Raven ottiene finalmente il suo primo appuntamento con Devon a una pizzeria per bambini, chiamata Pizza Party, e ha una visione in cui sembra che Devon la bacerà. Alla pizzeria Devon porta sua sorella Nadine, e a sua volta Raven porta Cory. Nadine, però, è molto gelosa di suo fratello e non sopporta che presti più attenzione alle ragazze che a lei, perciò "minaccia" Raven ordinandole di stare lontana da Devon, facendole vari dispetti nel corso della serata — come farle uno sgambetto, colpirla con un martello di gommapiuma e farla sedere su una fetta di pizza. Devon convince la sorellina a stare un po' con Cory per poter conoscere meglio Raven, ma Nadine riesce a intimidire anche lui e lo fa finire all'interno di una gru pur di prenderle il pupazzo desiderato. Un piccolo show musicale di pupazzi animatronici rischia di saltare perché quello del pirata Capitan Pepperoni è difettoso, rischiando di accorciare l'appuntamento e la possibilità di Raven di baciare Devon, perché a quel punto Nadine vorrebbe andarsene; Raven decide così di travestirsi da pirata, finisce per cadere a terra. Devon la soccorre, la bacia e la ringrazia per essere stata gentile con Nadine.
Intanto Eddie e Chelsea trascorrono la serata insieme a Victor e Tonya provando vari giochi ma, per passare del tempo solo insieme alla moglie, Victor fa finta di farsi male alla schiena. Tuttavia Tonya, molto competitiva, fa tornare indietro gli amici della figlia per continuare a sfidarli.
- Guest star: Lil' J (Devon Carter), Danny Cistone (robot), Darrian Ford (pirata Capitan Pepperoni), David Joyner (orsacchiotto), Jordan Moseley (Nadine Carter), Robin Shorr (Randi)

## Tattiche del cuore
- Titolo originale: Hearts and Minds
- Diretto da: Richard Correll
- Scritto da: Michael Feldman

In occasione della festa di San Valentino Raven (che ha avuto una visione di Cory rimasto solo), insieme a Eddie, aiuta il fratello ad essere più sciolto con le ragazze ricorrendo alla musica hip-hop, in modo da far colpo sulla compagna di classe Danielle. Però Cory, divenuto molto popolare specialmente fra le ragazze, si comporta in maniera talmente arrogante e piena di sé da trattare male persino Danielle. Raven mette Cory davanti alle conseguenze negative del suo comportamento, gli dà il biglietto che Danielle aveva preparato per lui e lo fa riappacificare con lei.
Nel frattempo, Chelsea cerca di far approvare il ragazzo che sta frequentando, Curtis, a Tonya e Victor poiché i suoi genitori sono via, mentre Raven realizza un'enorme cartolina di San Valentino da spedire a Devon, che era andato a trovare i suoi genitori a Los Angeles, ma il ragazzo le fa una sorpresa tornando in anticipo di un giorno e andandola a trovare a casa sua.
- Guest star: Destiny Edmond (Danielle), John Jimmo (Curtis)
- Special guest star: Lil' J (Devon Carter)

## Astro Force 5
- Titolo originale: Close Encounters of the Nerd Kind
- Diretto da: John Tracy
- Scritto da: Josh Lynn e Danny Warren

Devon invita Raven a una convention della sua serie televisiva di fantascienza preferita, Astro Force 5. A Raven questa serie non piace affatto e pensa di declinare l'invito, ma dopo che ha una visione in cui Devon e un'altra compagna di scuola, Phoebe, strofinano la testa l'uno dell'altra, decide di infiltrarsi all'evento in cosplay con Eddie (che spera di incontrare la star femminile dello show, Curvacia, per la quale ha una cotta dopo averne visto una fotografia) e Chelsea. Eddie rimane dispiaciuto quando scopre che la Curvacia di cui era invaghito è l'attrice ritratta in una fotografia di 25 anni prima, quando era ancora giovane nella prima stagione della serie; tuttavia, la donna lo consola dicendogli che un ragazzo come lui troverà sicuramente una fidanzata, e gli fa un autografo. Raven e Chelsea scoprono che strofinarsi la testa l'un l'altro è un comune gesto di saluto nella serie, il che fa sentire Raven rammaricata per aver dubitato di Devon. Quest'ultimo viene chiamato sul palco per imitare la scena di una battaglia, e anche Chelsea, travestitasi come il popolarissimo personaggio della Principessa Juliana, viene invitata; Devon la riconosce e capisce che anche Raven, che ha provato a nascondersi, è lì presente, e infatti anche lei viene trascinata sul palco dopo essere stata scambiata per un antagonista a causa del casco con cui ha tentato di camuffarsi, venendo trascinata accidentalmente qua e là dai cavi ai quali viene attaccata. Raven si scusa con Devon dicendogli che temeva potesse succedere qualcosa tra lui e Phoebe, preferendo non rivelargli sul momento dei suoi poteri psichici ma ripromettendosi un giorno di spiegargli la verità. I due fanno pace.
Nel frattempo Cory (dopo che William ha ritrovato il suo coniglio grazie a una visione di Raven) ha un nuovo piano per fare soldi: fingere di leggere la mente degli animali dei suoi coetanei. Quando lo vengono a sapere, Tonya e Victor lo mettono in punizione per due settimane.
- Guest star: Frankie Ryan Manriquez (William), Armelia McQueen (Curvacia), David Henrie (Larry), Christopher Malpede (Horace)
- Special guest star: Lil' J (Devon Carter)

## Io sono fatta così
- Titolo originale: That's So Not Raven
- Diretto da: Sean McNamara
- Scritto da: Dennis Rinsler

Raven ha una visione di se stessa mentre sfila con un abito disegnato da lei, così decide di partecipare a un concorso di moda tenuto dalla rivista Teen Look, la cui caporedattrice è l'ex top model Victoria Kayne. Il vestito progettato da Raven viene molto apprezzato e compare sul successivo numero della rivista in qualità di finalista nella gara dei Giovani Stilisti, ma Raven è molto delusa nello scoprire che la sua fotografia è stata ritoccata per farla apparire molto più magra di quanto non sia in realtà, e che la Kayne ritenga che ci sia un solo look valido per tutte le modelle. All'inizio Raven decide di provare a dimagrire perché le sia permesso di sfilare, ma cambia presto idea e lascia che sia la modella professionista Emayshia a indossare il suo abito. Pochi minuti prima dell'inizio della sfilata, Raven ha una breve conversazione con la fotografa Mimi, che l'aveva incoraggiata fin dall'inizio. Raven prende coraggio e si presenta alla sfilata indossando il suo stesso abito, sfilando insieme a Emayshia e ricevendo entrambe gli applausi del pubblico. La Kayne protesta dicendo a Raven che non ha «il look giusto», ma lei risponde a tono dicendole anche che «ogni donna ha una forma diversa ed è sempre bellissima», poi con Emayshia le dà un colpo di fianchi facendola cadere sulla gigantografia della copertina della rivista.
Intanto, Cory vuole a tutti i costi avere il nuovo videogioco Gameball 2 e, con l'aiuto di William, cerca di convincere i suoi genitori a comprarglielo. Victor e Toyna dicono al figlio che deve imparare a guadagnarsi da solo ciò che vuole, cominciando col vendere i giochi che non usa più. Cory e William però si fanno prendere la mano dal guadagno e arrivano a vendere i mobili del salone, di fatto svuotandolo.
- Guest star: Frankie Ryan Manriquez (William), Symba Smith (Victoria Kayne), Karen Sharpe (Emayshia), Caroline Rice (Mimi), Marcia Ann Burrs (signora Beckman), Amy Hill (Signora DePaulo)

## Blu in faccia
- Titolo originale: Blue in the Face
- Diretto da: Sean McNamara
- Scritto da: Maisha Closson

Devon invita Raven a uscire insieme per andare al concerto dei Blue Rain, nel quale i fan si dipingono il viso di blu. Lei vorrebbe accettare, ma i suoi genitori vogliono che prima si concentri seriamente sullo studio e sulla ricerca di scienze, perciò Raven chiede aiuto a William, e in cambio lo aiuterà a migliorare il suo stile nell'abbigliamento. Tuttavia Raven si dimostra davvero ingrata non ricambiando il favore come promesso, così William mette il foglio con la formula nel tritadocumenti (comprato da Victor per divertimento nel tritare la carta). Cory manda via di casa Madison, una compagna di classe popolare, antipatica e snob che derideva William per come si vestiva. Raven ha una visione in cui vede se stessa col viso dipinto di blu e in sottofondo una canzone dei Blue Rain, dunque inizia a frugare tra i pezzetti di carta tritati per ricomporre il foglio con la formula ma, scambiandolo per carta da buttare, suo padre lo trita accidentalmente, anche se dopo che la figlia va a scuola riesce a riassemblarlo. Nell'attesa, Raven cerca di prendere tempo e mischia casualmente alcuni fluidi che producono una reazione chimica instabile, esplodendo e colorando di blu il viso di lei e Victor, appena arrivato nella classe fatta evacuare dal professore. Raven viene messa in punizione con l'obbligo di produrre un suo progetto di scienze, prima che le sia permesso di rivedere Devon; tuttavia, quest'ultimo si presenta sotto casa sua con uno stereo per farle ascoltare il concerto dei Blue Rain. Qualche giorno dopo, Raven mantiene la promessa fatta a William e lo aiuta a migliorare lo stile.
- Guest star: Frankie Ryan Manriquez (William), Rhyon Nicole Brown (Madison), Clinton Jackson (signor Holloway)
- Special guest star: Lil' J (Devon Carter)

## I giardini del silenzio
- Titolo originale: Spa Day Afternoon
- Diretto da: Carl Lauten
- Scritto da: Dava Savel

Tonya invita Raven a trascorrere una giornata al centro benessere I giardini del silenzio. All'inizio Raven rifiuta, ma poi accetta perché ha avuto una visione dove c'è Maisha, la sua cantante preferita. Raven si finge un'insegnante di yoga privata, e ne approfitta per chiedere un autografo a Maisha e a scattarle una foto da vicino col flash; la cantante, però, ha la retina sensibile e per un attimo perde di vista il suo cagnolino Tartufo, che si infila nel borsone di Raven. Quest'ultima cerca di seminare le guardie del corpo di Maisha e, aiutata dalla madre, che si finge una massaggiatrice, cerca di distrarre la cantante; tuttavia vengono presto scoperte da Maisha e la guardia del corpo Carl. Raven si scusa con Maisha per averle rovinato il fine settimana e con la madre per aver accettato di venire al centro benessere solo per incontrare la cantante, ma che nonostante tutto si è realmente divertita in sua compagnia. Maisha firma un autografo per Raven e regala a lei e a Tonya due biglietti per il suo prossimo concerto.
Intanto Victor fa provare a Cory, Eddie e Chelsea una vecchia ricetta di famiglia che i ragazzi non gradiscono affatto, anche se che non hanno il coraggio di dirglielo apertamente e dicono invece di gradirla molto. Alla fine però preferiscono la sincerità, e Victor ammette che anche lui aveva sempre finto di apprezzarla per non dare un dispiacere alla nonna.
- Guest star: Debra Wilson (Maisha), Lee Reherman (Carl)

## La compagnia del Guanto Bianco
- Titolo originale: Leave It to Diva
- Diretto da: Donna Pescow
- Scritto da: Marc Warren

Raven ha il raffreddore e sviluppa la capacità di leggere nella mente delle persone. Sua nonna paterna Loretta, che ignora i suoi doni psichici, viene a stare un po' di tempo da loro e propone alla nipote di entrare a far parte della Compagnia del Guanto Bianco, un club di signore molto distinte. Raven ha una visione in cui le invitate scappano di casa urlando, perciò la mattina seguente preferisce far finta di stare male piuttosto che partecipare alla riunione che si terrà nel pomeriggio, ma dopo aver letto la mente della nonna decide di andarci lo stesso. Durante l'incontro Raven (che ha modo in particolare di sentire i pensieri della snob Penelope), notando che Lionel è scappato dalla gabbia, si vede costretta a tentare di riacciuffare il topo senza che le invitate lo capiscano, comportandosi ai loro occhi in modo piuttosto strano; il topo però fugge nuovamente, così Cory, Eddie e Chelsea provano ad attirarlo con un cubetto di formaggio attaccato alla canna da pesca regalata a Cory dalla nonna, ma prima che riescano a tirarlo su attraverso una piccola botola tra il pavimento della sua camera e il soffitto del salotto, le signore vedono il topo a mezz'aria e scappano spaventate. A questo punto, pur consapevole che Loretta consideri strana la madre di Tonya perché veggente, Raven decide di ammettere che anche lei è veggente. Loretta ammette di essersi sbagliata ad aver giudicato male Vivian, e accetta di buon grado che anche sua nipote abbia lo stesso dono; infine, decide di lasciar perdere la Compagnia del Guanto Bianco.
- Guest star: Judyann Elder (Loretta Baxter), Phyllis Applegate (Penelope)

## Oggi sposi
- Titolo originale: There Goes the Bride
- Diretto da: Erma Elzy-Jones
- Scritto da: Sarah Jane Cunningham e Suzie V. Freeman

Raven ha una visione in cui Devon ha presumibilmente comprato un anello per lei, ma Chelsea scopre che il gioiello è in realtà la fede nuziale del padre di Devon, che si sta per risposare con Chandra, e Devon stesso sarà il suo testimone; purtroppo Devon e la sua famiglia si trasferiranno a Seattle, dove vive Chandra, subito dopo il matrimonio. Questo spinge Raven a cercare di fermare la cerimonia rubando l'abito della sposa e uscendo allo scoperto solo all'altare. Raven prega il signor Carter si rimanere a San Francisco, ma Devon le fa capire che purtroppo la decisione è stata presa; i due si confessano il loro amore e si baciano un'ultima volta, prima che il matrimonio si celebri e i Carter partano.
Nel frattempo Cory, come regalo di anniversario, regala ai suoi genitori Clucky, un pollo canterino che si attiva (chiocciando ripetutamente Sul bel Danubio blu) ogni volta che avverte un movimento, e che in brevissimo tempo diventa piuttosto fastidioso. Passano così due settimane. Alla fine è Cory a togliere Clucky, ma al suo posto mette l'anatra Sir Quackington, che starnazza insulti.
- Guest star: Lawrence Hilton-Jacobs (signor Carter), Jordan Moseley (Nadine Carter), Fitz Houston (sacerdote), Jossie Thacker (Chandra)
- Special guest star: Lil' J (Devon Carter)

## Un programma per due
- Titolo originale: Radio Heads
- Diretto da: Richard Correll
- Scritto da: Dennis Rinsler

La señorita Rodriguez, dopo gli ascolti graditi da parte degli studenti, vuole che anche Raven (la quale ha involontariamente infortunato Vlad, uno studente straniero che doveva essere il primo ospite) entri a far parte del programma radiofonico della scuola condotto da Eddie, che viene assistito da Chelsea. Le incomprensioni però sfociano nella decisione di Eddie di lasciare il programma. Raven ha una visione ambientata addirittura 75 anni nel futuro in cui Eddie non l'ha ancora perdonata, quindi prova a parlargliene ma lui le risponde con sarcasmo, così lei ci rinuncia e decide di condurre da sola il programma. Durante la trasmissione sorgono però diversi problemi, tra cui l'eccessiva potenza di un ventilatore, che Raven e Chelsea riescono a spegnere grazie a Eddie. Quest'ultimo ammette di essersi comportato male perché ferito nell'orgoglio, ma che è ben disposto a condividere la conduzione con lei perché ritiene che così il programma ne esca addirittura migliorato; Raven però preferisce lasciar perdere e far tornare le cose come prima.
Intanto Cory, convinto da una pubblicità televisiva che imputa l'inerzia e la stanchezza alla calvizie, dà a suo padre una parrucca con cui crede che possa recuperare l'energia giovanile. Tuttavia Victor non ha problemi con l'essere calvo, e la faccenda ha breve durata.
- Guest star: Faizon Love (Cyrus), Rose Abdoo (señorita Rodriguez)

## La capra
- Titolo originale: A Goat's Tale
- Diretto da: Debbie Allen
- Scritto da: Edward C. Evans

La grande partita di basket della scuola di Bayside contro quella di Jefferson è alle porte. I Jefferson ogni anno rubano Barry Barracuda, la mascotte dei Bayside, ma stavolta è Eddie a rubare quella della scuola avversaria, Gomez, che è una capra; Chelsea, animalista convinta, libera l'animale e lo porta a casa di Raven. Nel frattempo, Cory gioca a un videogioco arcade online contro una ragazza di Hong Kong, Jing Yee, che sembra essere una giocatrice molto abile poiché batte Cory con un'unica navicella spaziale rimastale; Cory scopre che i comandi del suo joystick erano bloccati a causa di Gomez, che aveva morso i cavi. La capra combina un disastro in salotto e ingoia alcuni oggetti tra cui i braccialetti di Raven per il concerto dei Boyz in Motion; la famiglia Baxter, Eddie e Chelsea si mettono a inseguire Gomez per tutta la casa, lo recuperano nel giardino dietro la casa e Chelsea rinuncia al suo posto per il concerto per prendersene cura, dato che Gomez non si è sentito bene, ma alla fine anche Raven e Eddie decidono di rimanere con lei ad aiutarla. Il giorno dopo la capra viene "restituita", e Raven ha una visione in cui per punizione Eddie sarà costretto a travestirsi da capra e fare la mascotte dei Jefferson.
- Guest star: Darryl Reed Jr. (Big D), Shu Lang Tuan (madre di Jing Yee), Jessica Yuan (Jing Yee)

## Eddie il sensitivo
- Titolo originale: He's Got the Power
- Diretto da: John Tracy
- Scritto da: Dava Savel

Al Chill Grill stanno preparando una serata disco music. Una cometa che passa ogni cento anni si riflette sulla sfera specchiata che Eddie tiene in mano e, come Raven, anche lui inizia ad avere le visioni, ma nel suo caso ogni volta che vuole. Raven gli consiglia di tenere segreta questa dote, ma Eddie non l'ascolta e si circonda di finti amici che lo sfruttano solo per il dono che ha acquisito. Un giorno si accorge di non riuscire più ad avere le visioni dopo che Katina, la ragazza che lo frequenta solo per farsi predire il futuro, gli chiede se diventerà capitano delle cheerleader, così lei lo lascia perché non lo considera più utile. Eddie deve affrontare un altro problema: un suo vecchio compagno di scuola, Sonny, ha vinto una scommessa su una corsa di cavalli grazie a una sua previsione, e ora gliene chiede un'altra, con delle ricompense in cambio; Eddie, essendone intimidito, è costretto a fare una finta previsione puntando un nome a caso da un articolo di giornale, indicando un cavallo che non ha mai vinto una corsa. Mentre Chelsea e Raven ultimano i loro abiti per la serata al Chill Grill, Raven ha una visione in cui Sonny si comporta in modo minaccioso con Eddie per aver perso la scommessa. Guardando il telegiornale, Eddie scopre che la cometa è ormai lontana e quindi tutti coloro che proclamavano di essere in grado di prevedere il futuro non sono più in grado di farlo. Raven e Chelsea corrono al ristorante e provano a far ragionare Sonny senza successo, ma quando arrivano Tonya e Victor, che conoscono sia Sonny che i suoi genitori, il ragazzo se ne va in tutta fretta dopo che Tonya telefona a sua madre. Eddie si scusa con le amiche e la serata disco music ha inizio, riscuotendo un grande successo.
- Guest star: Haylie Duff (Katina), Akeem Smith (Sanford "Sonny" Curtis), Echo Allen (Coffee), Cherise Leana Bangs (Cream), Michael Carrington (criminale), Eddie Vee (giornalista)

## Impuzzolite
- Titolo originale: Skunk'd
- Diretto da: Christopher B. Pearman
- Scritto da: Sarah Jane Cunningham e Suzie V. Freeman

La señorita Rodriguez organizza un campeggio per gli studenti. Chelsea convince Raven ad andarci perché vuole condividere con lei alcune delle sue passioni, ma l'amica cerca di dissuadere gli studenti da qualsiasi attività all'aperto. Raven non rinuncia a portare con sé delle comodità, e alla fine Chelsea risulta essere l'unica del gruppo a voler immergersi nella natura, così decide di andare nel bosco da sola. Quando il gruppo si accorge che Chelsea è assente, la señorita Rodriguez e gli studenti vanno nel bosco a cercarla mentre Raven deve rimanere al campeggio nel caso l'amica tornasse. Raven però ha una visione di Chelsea con un piede bloccato tra le rocce e corre a cercarla. Dopo averla aiutata a liberarsi, le due fuggono da un orso e per ripararsi si infilano in un tronco cavo, una puzzola mordicchia un piede di Raven e il tronco rotola fino al campeggio, dove la señorita Rodriguez e gli altri studenti sono appena tornati. Raven inizia ad apprezzare la bellezza della natura, ma capisce anche che non è necessario che le piacciano le stesse cose che interessano a Chelsea affinché siano migliori amiche.
Intanto, Eddie avrebbe dovuto fare il suo primo concerto a pagamento rappando al ballo delle matricole, ma è stato rimpiazzato all'ultimo minuto. Cory si offre di fargli da manager; Eddie rimane di stucco quando si trova davanti non gli studenti dell'ultimo anno come credeva, ma un gruppo di anziani, i quali sorprendentemente apprezzano molto il brano improvvisato da Eddie.
- Guest star: Rose Abdoo (señorita Rodriguez), Justine Johnston (signora Ferguson)

## Lo stracciacuori
- Titolo originale: The Dating Shame
- Diretto da: Sean McNamara
- Scritto da: Edward C. Evans e Michael Feldman

Raven e Chelsea partecipano a un programma televisivo, il dating show Lo stracciacuori, nel quale chi vince ottiene un appuntamento con il bellissimo Chad. Purtroppo l'amicizia tra le due ragazze sarà messa a serio rischio, anche per colpa dei perfidi meccanismi televisivi. Infatti vengono mandate in onda delle brevi dichiarazione in cui Chelsea e Raven parlano male l'una dell'altra (proprio come nella visione che Raven aveva avuto prima della partecipazione al programma). Eddie chiede al presentatore Rodney Rivers come sia possibile che le due amiche abbiano detto quelle cose, e lui risponde che le hanno riprese mentre dicevano cose carine e ha tolto le cose carine perché «è un reality show, credevi che fosse vero?». Durante una prova ambientata nella preistoria, Eddie trova le registrazioni originali delle interviste fatte alle amiche e le trasmette in tv, così Raven e Chelsea, appese a un tronco, decidono di abbandonare il programma, Rivers le fa cadere su una pozzanghera e loro lo trascinano con sé.
Intanto la babysitter di Cory lo informa che non potrà venire, ma Cory non lo dice ai genitori, che devono andare a un matrimonio, per avere la casa tutta per sé. A un certo punto, mentre sta guardando un film dell'orrore, scoppia un temporale e Cory si spaventa pensando che dietro alla porta ci sia uno zombie; in realtà è Tonya, tornata per prendere alcune cose, che non ricorda dove ha messo la chiave di riserva. Victor e Tonya decideranno alla punizione dopo il matrimonio, a cui anche Cory sceglie di partecipare non volendo stare ancora a casa da solo perché non si è divertito come pensava.
- Guest star: Roger Lodge (presentatore Rodney Rivers), Byron Fox (Chad), Stephanie Sawyer (Claudia), Christel Khalil (Crystal)

## Una stella da scoprire
- Titolo originale: The Road to Audition
- Diretto da: Debbie Allen
- Scritto da: Beth Seriff e Geoff Tarson

Raven ha una visione in cui un talent scout travestito da bidello visita la sua scuola a caccia di giovani talenti per il talent show Una stella da scoprire. Anche altri studenti come Jasmine, una talentuosa cantante, lo individuano e si esibiscono senza sosta per lui. Alla fine scoprono che l'uomo in questione è sì in incognito, ma per conto del Ministero della Sanità. Raven incontra un altro bidello che gli chiede se nella scuola c'è qualcuno interessato a diventare una stella, ma Raven è ormai disillusa e lascia perdere; questo bidello è in realtà il vero talent scout, la presentatrice di Una stella da scoprire, che a questo punto pensa di aver maggiore fortuna alla scuola Jefferson, rivale della Bayside.
Cory manda al programma televisivo I genitori più imbarazzanti d'America un video di tanti anni prima di Victor e Tonya.
- Special guest star: Paula Abdul (presentatrice)
- Guest star: Patrick Bristow (Tony), Dana Davis (Jasmine), Shane Haboucha (Emmett)

## Che cosa farò da grande?
- Titolo originale: The Lying Game
- Diretto da: Rich Correll
- Scritto da: Dennis Rinsler e Marc Warren

I ragazzi devono passare del tempo con una persona che fa il mestiere risultato dal test attitudinale. Eddie risulta come venditore di divani, mentre Chelsea una poliziotta; a Raven viene invece assegnato il ruolo di assistente insegnante, così trascorre mezza giornata nella classe di Cory con la signora Applebaum. Raven e Cory però raccontano ai genitori e a Eddie e Chelsea due versioni opposte di quanto successo, ciascuno mettendo in pessima luce l'altro, così vengono messi entrambi in punizione finché non si decideranno a dire la verità. Chelsea fa venire Larry, compagno di classe di Cory, il quale spiega che entrambi hanno avuto una parte di colpa. Victor e Tonya mandano i figli a ripulire il disastro combinato in classe.
Alla fine si scopre che i risultati dei test non erano corretti a causa di una svista: infatti a Raven risulta stilista di moda, Eddie un musicista e Chelsea una biologa ambientalista.
- Guest star: Mary Jo Catlett (signora Applebaum), David Henrie (Larry), Stuart Pankin (signor Grozowtski)

## Cory dal dentista
- Titolo originale: Numb and Numb-er
- Diretto da: Rondell Sheridan
- Scritto da: Michael Feldman e Dava Savel

Cory è deve andare dal dentista ma ne è terrorizzato, allora Raven lo accompagna per tranquillizzarlo. Lui non vuole nemmeno distendersi sulla poltrona, così la sorella decide di farsi visitare per prima: Raven scopre così di avere la sua prima carie. Ora è Raven a essere spaventata, chiude il dottor Horn fuori dal suo stesso studio e cerca di prendere tempo con un'altra giovane paziente fingendosi dentista. Alla fine Raven accetta di dare il buon esempio a Cory e si lascia curare la carie dal dottor Horn, poi Cory, tranquillizzato, si lascia visitare.
Intanto, Eddie e Chelsea aiutano Victor a registrare uno spot pubblicitario per il Chill Grill.
- Guest star: Tom Virtue (dottor Horn), Katya Abelski (Jessie)

## La mia grossa grassa festa all'italiana
- Titolo originale: My Big Fat Pizza Party
- Diretto da: John Tracy
- Scritto da: Michael Carrington

Per mettere un po' di soldi da parte per andare a sciare, Chelsea e Raven cominciano a lavorare come cameriere al Chill Grill. Le due però trascurano i loro doveri, quindi Victor le licenzia. Dopo che Raven ha una visione in cui Victor è soddisfatto nel vedere il ristorante pieno di gente, lo convincono comunque a dare loro un'altra possibilità e cercano di organizzare una festa privata per quella stessa sera, ma entrambe prenotano separatamente per una festa diversa, Chelsea una cena per un circolo di motociclisti e Raven un circolo di lavoro a maglia; oltretutto anche William, amico di Cory, ha organizzato anche lui una festa al Chill Grill, per il proprio compleanno. Victor ha un contrattempo, quindi telefona alla figlia e le chiede di aiutare l'aiuto-cuoco Maurice a preparare la pizza; Raven chiede a Maurice di fare il triplo delle pizze, ma lui se ne va. Raven convince i clienti a rimanere, e va con Chelsea nello sgabuzzino per elaborare un piano; qui trovano un paio di scii che Victor voleva regalargli il primo giorno di lavoro, prima di cambiare idea licenziandole. Dato che anche il clown Liuzzo è in ritardo, le ragazze chiedono a Eddie di sostituirlo, ma questo fa sì che Andrea, la fidanzata di Eddie, decida di lasciarlo definitivamente perché gli aveva chiesto di smettere di fare continuamente battute ed essere più serio. Mettendo insieme più impasti, Raven e Chelsea riescono a creare una gigantesca pizza, a condirla utilizzando gli scii e a cucinarla grazie alle avanzate conoscenze tecnologiche William. La grande festa si rivela un inaspettato successo. Liuzzo e Victor arrivano finalmente al ristorante, e i clienti applaudono il ristoratore. Victor ringrazia la figlia e le spiega che se ha accettato di darle un'altra possibilità è stato non tanto perché ha creduto alla sua visione, ma perché ha creduto in lei.
- Guest star: Frankie Ryan Manriquez (William), Helen Slayton-Hughes (Mildred), Tony Longo (Python), David Glowacki (Liuzzo il clown), Drea Gonzalez (Andrea)

## Pigiama party
- Titolo originale: Shake, Rattle and Rae
- Diretto da: Marc Warren
- Storia di: Lanny Horn
- Scritto da: Sarah Watson e Jason M. Palmer

Dopo l'ennesimo screzio in classe, il preside avverte Raven e Alana: o vanno d'accordo oppure saranno sospese entrambe. Per cercare di rimediare, Raven la invita, assieme a Chelsea, Muffy e Loca, a un pigiama party a casa sua; qui ha una visione in cui ci sarà un terremoto. Intanto Victor dà lezioni di guida ad Eddie, in compagnia di Cory, quando ricevono una telefonata da Raven e decidono di tornare immediatamente a casa. A un certo punto Alana, Muffy e Loca se ne vogliono andare, ma Raven, pur di metterle al sicuro, confessa di essere una veggente, ma viene derisa; tuttavia, un attimo dopo avviene una scossa, ma scoprono subito che a provocarla è stata in realtà l'auto di Victor che si è schiantata contro la porta del garage. Raven approfitta di questo per rimangiarsi la rivelazione appena fatta, e le altre, stranamente stupite in positivo dal presunto scherzo, decidono di rimanere per continuare il pigiama party. Tuttavia, qualche giorno dopo ciò non impedisce alle tre di "rivalersi" su Raven.
- Guest star: Ashley Drane (Muffy), Andrea Edwards (Loca), Johari Johnson (agente di polizia)
- Special guest star: Adrienne Bailon (Alana)